# From Beyond
From Beyond prvi je studijski album američkog death metal-sastava Massacre. Diskografska kuća Earache Records objavila ga je 1. srpnja 1991. Album je ponovno objavljen s novom naslovnicom i EP-om Inhuman Condition kao bonus pjesmama.

## O albumu
Album je snimljen u ožujku 1991. u studiju Morrisound Recordings u Tampi, Florida. Producirao ga je Colin Richardson, a inženjer zvuka bio je Scott Burns.
Pjesmu "Corpsegrinder" originalno je snimila skupina Death. Svi članovi sastava Massacre prije su bili članovi Deatha.
Ime albuma temelji se na istoimenoj kratkoj priči H. P. Lovecrafta, a naslovnicu je naslikao Ed Repka.
Pjevač sastava, Kam Lee, mrzi originalni ružičasti omot albuma koji je napravio Ed Repka i promjenu loga skupine jer tvrdi da "izgleda kao logo Supermana".
From Beyond također je jedini Massacreov studijski album na je kojem svirao bubnjar Bill Andrews i posljednji sve do albuma Back From Beyond s basistom Terryjom Butlerom. Na albumu je svirao Walter Trachsler, iako nije naveden na njemu.

## Popis pjesama
Tekstovi: Kam Lee, osim gdje je navedeno drugačije., glazba: Rick Rozz.
| 1. | »Dawn of Eternity« | 5:12 |
| 2. | »Cryptic Realms«   | 4:52 |
| 3. | »Biohazard«        | 4:42 |
| 4. | »Chamber of Ages«  | 4:51 |

| Strana B | Strana B               | Strana B    | Strana B | Strana B | Strana B | Strana B | Strana B | Strana B | Strana B |
| Br.      | Skladba                | Tekstopisac | Trajanje |          |          |          |          |          |          |
| -------- | ---------------------- | ----------- | -------- | -------- | -------- | -------- | -------- | -------- | -------- |
| 5.       | »From Beyond«          |             | 4:28     |          |          |          |          |          |          |
| 6.       | »Defeat Remains«       |             | 4:17     |          |          |          |          |          |          |
| 7.       | »Succubus«             |             | 3:03     |          |          |          |          |          |          |
| 8.       | »Symbolic Immortality« |             | 3:39     |          |          |          |          |          |          |
| 9.       | »Corpsegrinder«        | Rick Rozz   | 3:20     |          |          |          |          |          |          |
| 38:24    |                        |             |          |          |          |          |          |          |          |

| Bonus pjesma na izvornom izdanju na LP | Bonus pjesma na izvornom izdanju na LP | Bonus pjesma na izvornom izdanju na LP | Bonus pjesma na izvornom izdanju na LP | Bonus pjesma na izvornom izdanju na LP | Bonus pjesma na izvornom izdanju na LP | Bonus pjesma na izvornom izdanju na LP | Bonus pjesma na izvornom izdanju na LP | Bonus pjesma na izvornom izdanju na LP | Bonus pjesma na izvornom izdanju na LP |
| Br.                                    | Skladba                                | Trajanje                               |                                        |                                        |                                        |                                        |                                        |                                        |                                        |
| -------------------------------------- | -------------------------------------- | -------------------------------------- | -------------------------------------- | -------------------------------------- | -------------------------------------- | -------------------------------------- | -------------------------------------- | -------------------------------------- | -------------------------------------- |
| 10.                                    | »Provoked Accurser«                    | 4:52                                   |                                        |                                        |                                        |                                        |                                        |                                        |                                        |
| 43:16                                  |                                        |                                        |                                        |                                        |                                        |                                        |                                        |                                        |                                        |

| Bonus pjesme na reizdanju iz 2011. | Bonus pjesme na reizdanju iz 2011. | Bonus pjesme na reizdanju iz 2011. | Bonus pjesme na reizdanju iz 2011. | Bonus pjesme na reizdanju iz 2011. | Bonus pjesme na reizdanju iz 2011. | Bonus pjesme na reizdanju iz 2011. | Bonus pjesme na reizdanju iz 2011. | Bonus pjesme na reizdanju iz 2011. | Bonus pjesme na reizdanju iz 2011. |
| Br.                                | Skladba                            | Trajanje                           |                                    |                                    |                                    |                                    |                                    |                                    |                                    |
| ---------------------------------- | ---------------------------------- | ---------------------------------- | ---------------------------------- | ---------------------------------- | ---------------------------------- | ---------------------------------- | ---------------------------------- | ---------------------------------- | ---------------------------------- |
| 10.                                | »Inhuman Condition«                | 5:36                               |                                    |                                    |                                    |                                    |                                    |                                    |                                    |
| 11.                                | »Plains of Insanity«               | 4:46                               |                                    |                                    |                                    |                                    |                                    |                                    |                                    |
| 12.                                | »Warhead« (obrada Venoma)          | 5:12                               |                                    |                                    |                                    |                                    |                                    |                                    |                                    |
| 13.                                | »Provoked Accurser«                | 4:51                               |                                    |                                    |                                    |                                    |                                    |                                    |                                    |
| 58:42                              |                                    |                                    |                                    |                                    |                                    |                                    |                                    |                                    |                                    |

## Recenzije
Godine 2005. From Beyond završio je na 288. mjestu u knjizi časopisa Rock Hard The 500 Greatest Rock & Metal Albums of All Time.

## Osoblje
| Massacre - Kam Lee – vokal - Rick Rozz – gitara - Terry Butler – bas-gitara - Bill Andrews – bubnjevi Dodatni glazbenici - Walter Trachsler – ritam gitara - Steve Swanson – gitara (na 10. – 13. pjesmi) | Ostalo osoblje - J. Barry – umjetnički smjer - Chris Helton – fotografije - Colin Richardson – produkcija - Scott Burns – inženjer zvuka - Edward J. Repka – grafički dizajn, logotip sastava |